# Reto Schenkel
Reto Amaru Schenkel (Lomé, 28 aprile 1988) è un ex velocista svizzero.

## Biografia
Originario del Togo, viene adottato da una famiglia svizzera all'età di 3 anni e cresce a Fehraltorf. Si avvicina all'atletica leggera all'età di 12 anni. I primi riconoscimenti nazionali arrivano già nel 2003 mentre a livello internazionale vince una medaglia d'argento al Festival olimpico della gioventù europea del 2005 a Lignano Sabbiadoro.
A livello seniores raggiunge i maggiori successi gareggiando con la staffetta maschile 4×100 metri, di cui è detentore del record nazionale insieme a Pascal Mancini, Suganthan Somasundaran e Alex Wilson con un tempo di 38"54, ottenuto agli Europei di Zurigo 2014. Si è qualificato, inoltre, ai Giochi olimpici di Londra 2012 nei 200 metri piani, senza però avanzare oltre le batterie.
Nel 2017, dopo aver preso parte agli Europei di Amsterdam 2016, si ritira dalle competizioni agonistiche.

## Palmarès
| Anno | Manifestazione    | Sede       | Evento      | Risultato  | Prestazione | Note             |
| ---- | ----------------- | ---------- | ----------- | ---------- | ----------- | ---------------- |
| 2005 | Europei juniores  | Kaunas     | 100 m piani | Batteria   | 11"01       |                  |
| 2005 | Europei juniores  | Kaunas     | 4×100 m     | 4º         | 40"33       |                  |
| 2006 | Mondiali juniores | Pechino    | 100 m piani | Batteria   | 10"72       |                  |
| 2006 | Mondiali juniores | Pechino    | 200 m piani | Batteria   | 21"65       |                  |
| 2007 | Europei juniores  | Hengelo    | 100 m piani | 5º         | 10"77       |                  |
| 2007 | Europei juniores  | Hengelo    | 200 m piani | Batteria   | dnf         |                  |
| 2007 | Europei juniores  | Hengelo    | 4×100 m     | 4º         | 40"82       |                  |
| 2009 | Europei under 23  | Kaunas     | 200 m piani | Semifinale | 21"45       |                  |
| 2009 | Europei under 23  | Kaunas     | 4×100 m     | 6º         | 39"73       |                  |
| 2009 | Mondiali          | Berlino    | 4×100 m     | Batteria   | 39"47       |                  |
| 2010 | Europei           | Barcellona | 4×100 m     | 4º         | 38"69       |                  |
| 2011 | Mondiali          | Taegu      | 100 m piani | Batteria   | 10"44       |                  |
| 2011 | Mondiali          | Taegu      | 200 m piani | Semifinale | 21"18       |                  |
| 2011 | Mondiali          | Taegu      | 4×100 m     | Batteria   | dnf         |                  |
| 2012 | Europei           | Helsinki   | 100 m piani | Semifinale | 10"48       |                  |
| 2012 | Europei           | Helsinki   | 200 m piani | Semifinale | 21"05       |                  |
| 2012 | Europei           | Helsinki   | 4×100 m     | 5º         | 38"83       |                  |
| 2012 | Giochi olimpici   | Londra     | 200 m piani | Batteria   | 20"98       |                  |
| 2014 | Europei           | Zurigo     | 100 m piani | Batteria   | 10"44       |                  |
| 2014 | Europei           | Zurigo     | 4×100 m     | 4º         | 38"56       |                  |
| 2015 | World Relays      | Nassau     | 4×100 m     | Batteria   | dnf         |                  |
| 2015 | World Relays      | Nassau     | 4×200 m     | 7º         | 1'24"37     | Record nazionale |
| 2016 | Europei           | Amsterdam  | 100 m piani | Batteria   | dns         |                  |
| 2016 | Europei           | Amsterdam  | 4×100 m     | 7º         | 39"11       |                  |